# Fear Challenge
Pour plus de détails, voir Fiche technique et Distribution.
Fear Challenge  (Heilstätten, litt. « Sanatorium ») est un film d'horreur allemand réalisé par Michael David Pate et sorti en 2018.

## Fiche technique
Sauf indication contraire, les informations mentionnées dans cette section peuvent être confirmées par la base de données cinématographiques IMDb,  présente dans la section « Liens externes ».
- Titre original  : Heilstätten
- Titre français : Fear Challenge
- Réalisation : Michael David Pate
- Scénario :
- Production :
- Société(s) de production :
- Société de distribution :
- Photographie :
- Musique :
- Budget :
- Pays d'origine :  Allemagne
- Genres : Horreur
- Durée : 89 minutes[1]
- Dates de sortie
  -  Allemagne : 22 février 2018[2],[3]
  -  France : 24 octobre 2018 (VàD)
- Classification :
  - France : Interdit aux moins de 12 ans en VOD et à la télévision

## Distribution
- Nilam Farooq (VFC : Fanny Gatibelza) : Betty[4]
- Farina Flebbe : Vanessa[5]
- Sonja Gerhardt (VFC : Sophie O) : Marnie
- Maxine Kazis : Irina[6]
- Lisa-Marie Koroll (VFC : Héloise Chettle) : Emma[7]
- Emilio Sakraya (VFC : Philippe Marchal) : Charly
- Tim Oliver Schultz (VFC : Michel Barrio) : Theo
- Davis Schulz : Chris
- Timmi Trinks (VFC : Julien Chettle) : Finn

Doublage
- Studio : AudioProjects (Catalogne)
- Direction artistique : Fanny Gatibelza
- Adaptation : Michaël Cermeno
- Montage et mixage :  AudioProjects